# Abdeslam Kelai
Abdeslam Kelai est un réalisateur marocain né en 1969 à Larache.

## Biographie
Après avoir travaillé dans le secteur social, Abdeslam Kelai s'est tourné vers le théâtre et le cinéma. Il a réalisé plusieurs courts métrages, ainsi que des épisodes de séries télévisées.
Son premier long métrage, Malak, est sorti au Maroc en 2012 et a été sélectionné pour la 14ème édition du Festival national du film de Tanger.
Il a présidé la 17ème édition de ce festival (26 février - 5 mars 2016).

## Filmographie

### Courts métrages
- 2004 : Happy Day
- 2006 : Un formidable voyage
- 2008 : À ton chevet
- 2011 : Le Recrutement

### Longs métrages
- 2012 : Malak